# Edu Luppa
Edu Luppa (Vitória de Santo Antão, ) é um cantor e compositor brasileiro.

## História
Edu Luppa ficou consagrado pelos índices registrados pelo Escritório Central de Arrecadação e Distribuição (ECAD), onde o mesmo costuma figurar sempre entre os dez primeiros no ranking dos compositores que mais arrecadam direitos autorais de execução pública nas regiões Norte e Nordeste do Brasil, ficando atrás apenas de Roberto Carlos e Erasmo Carlos.
Como compositor, tem várias composições gravadas pela Banda Calypso, por bandas de forró eletrônico, como: Aviões do Forró, Calcinha Preta, Cavaleiros do Forró e também grandes nomes da música sertaneja como Leonardo, Daniel, Bruno & Marrone, Guilherme & Santiago, Jorge & Mateus, Gusttavo Lima, Maria Cecilia & Rodolfo, Marcos & Belutti, etc.
Entre 2006, Edu e o também cantor e compositor Marquinhos Maraial, uniram suas carreiras para cantar suas próprias canções e de alguns amigos de trabalho, formando a dupla Edu & Maraial. Em novembro de 2010, Marquinhos Maraial abandonou os palcos como parceiro da dupla, para seguir a carreira política e também fazer parte de forma mais decisiva como membro da Igreja Adventista. Um novo parceiro assume a trajetória da dupla, o Isac Maraial, continuando junto a Edu Luppa em 2010 até meados de 2014. Em 2018 Edu Luppa iniciou carreira solo lançando o álbum Botequim do Edu, com seu canal no youtube. Antes da pandemia Covid-19 retomaram a formação original no projeto Edu & Maraial, sendo Edu Luppa e Marquinhos Maraial, e atualmente fazem shows por todo país na retomada das atividades com "O show da volta"

## Discografia

### Álbuns de estúdio
- 2004: Banda Calypso - Banda Calypso, vol. 4
- 2008: Edu & Maraial - Para Todos Os Gostos

### Álbuns ao vivo
- 2010: Edu & Maraial - Ao Vivo

### Participações
- 2007: Banda Calypso - DVD Ao Vivo Em Goiânia
- 2007: Calcinha Preta - Fica Comigo, Paulinha!
- 2008: Magníficos - Telefone Fora de Área
- 2009: Banda Calypso - Amor sem Fim
- 2023: Malla 100 Alça - Essências